# مهدی سعد
مهدی سعد (انگلیسی: Mahdi Saad؛ زادهٔ ۱۵ مارس ۱۹۸۹) بازیکن هندبال اهل بحرین است.